# Carl Friedrich Göschel
Carl Friedrich Göschel, född den 7 oktober 1784 i Langensalza, död den 22 september 1861 i Naumburg an der Saale, var en tysk filosof. 
Göschel var 1845–1848 medlem av det sachsiska statsrådet och överpresident i Sachsens konsistorium. Hans filosofiska författarverksamhet gick ut på att bevisa överensstämmelsen mellan Hegels åsikter och den kristna tron, och han har därför betydelse såväl för den hegelska filosofin, särskilt för högerhegelianismen, som för den kristna symboliken. Han skrev bland annat flera arbeten rörande tolkningen av Dantes Divina commedia.